# Tibor Déry
Tibor Déry (Budapest, 18 ottobre 1894 – Budapest, 18 agosto 1977) è stato uno scrittore ungherese.

## Biografia
Fu uno dei maggiori rappresentanti della moderna letteratura ungherese, Déry nacque a Budapest nel 1894 in una famiglia borghese. Fin dal 1919 divenne un letterato di grande spessore e impegno politico, inizialmente con il governo liberale, ma dopo la presa di potere di Béla Kun, lo scrittore fu esiliato dalla Repubblica sovietica ungherese. Avvicinatosi all'ideologia comunista, visitò vari paesi d'Europa, fra cui: la Francia, la Germania e l'Italia.
Tornato in patria nel 1926 si dedicò principalmente alle traduzioni dei romanzi stranieri, ma il suo impegno politico non si fermò, patì di nuovo l'esilio nel 1939, durante il periodo del governo filofascista dell'Ammiraglio Horthy, per la traduzione di Ritorno dall'URSS di André Gide. Tornato in Ungheria fu membro della resistenza durante il secondo conflitto mondiale. Dopo la liberazione però si oppose al regime d'impronta stalinista di Mátyás Rákosi, contrario alla sua idea di comunismo, e per questo motivo partecipò all'insurrezione del 1956.
Sedata la rivolta dall'intervento cruento dell'Armata rossa, Déry fu tradotto in prigione dove rimase fino al 1960.
All'inizio della sua carriera di scrittore si avvicinò alle avanguardie, in particolare al surrealismo. Il romanzo che l'impose all'attenzione del pubblico internazionale fu Niki, storia di un cane, proprio del 1956, dove l'impronta di forte realismo lo vide uno dei maggiori rappresentanti del genere ammirato dallo stesso György Lukács, il filosofo e critico letterario più importante del realismo. Dopo l'esperienza della prigionia, invece, si rivolse ad una prosa più satirica, ritornando talvolta al surreale come nel caso del Signor A.G. nella città di X dove il personaggio si ritrovava casualmente in una specie di mondo rovesciato, apparentemente privo di regole, e metteva in burla l'Ungheria stalinista, con un sapore però più amaro che divertito.
Tibor Déry morì nel 1977 e i suoi romanzi sono stati tradotti in molte lingue.

## Opere
- La frase incompiuta (1947)
- Risposta (1952)
- Niki, storia di un cane (1956)
- Il signor A.G. nella città di X (1964)
- Lo scomunicatore (1969)
- Reportage immaginario da un festival pop americano (1971)
- Caro suocero, Editori Riuniti, I David - collana diretta da Gian Carlo Ferretti (1981), traduzione a cura di Margherita Stocco